# HD 28763
HD 28763，又名BD-13 904，SAO 149702、HR 1438，是一颗恒星，视星等为6.21，位于銀經209.75，銀緯-37.13，其B1900.0坐标为赤經4h 26m 48.8s，赤緯-13° -37.13′ 29″。